# Endophthalmitis

Das menschliche Auge mit Glaskörper

Eine Endophthalmitis ist eine entzündliche Reaktion durch eine Infektion im Auge. Man spricht dabei auch von einer intravitrealen Infektion. Die Endophthalmitis ist eine sehr ernste Erkrankung, die häufig den völligen Verlust des Sehvermögens oder sogar des gesamten Auges nach sich zieht. Die Endophthalmitis ist eine zwar seltene, aber dramatisch verlaufende Augenentzündung. Die Infektion der gesamten Augenstruktur nennt man Panophthalmitis.

## Ätiologie
Bei den Ursachen (Ätiologie) unterscheidet man zwischen einer exogenen und einer endogenen Infektion. Bei der exogenen Endophthalmitis tritt eine Infektion der Hornhaut (Cornea) beispielsweise nach einer Verletzung oder nach einer Augenoperation als Folge unsteriler Operationsbedingungen auf. Die exogene Form ist erheblich häufiger als die endogene Endophthalmitis als sekundäre Infektion aus einem Organbefall mit Krankheitserregern (Bakterien, Pilze, Viren oder Parasiten), die sich im Körper ausbreiten (Sepsis).
Meist handelt es sich um eine bakterielle Infektion, die posttraumatisch, postoperativ oder metastatisch (als hämatogene Infektion) bei immungeschwächten Patienten (Diabetiker, AIDS) (endogen-metastatisch) auftritt.

### Erreger
Mögliche Erreger der Endophthalmitis können sein:

#### Bakterien
Staphylokokken, Streptokokken, Enterokokken, Enterobacteriaceae (u. a. Klebsiella pneumoniae), Pseudomonas aeruginosa, Bacillus spp. Proteus spp. Mycobacteria spp. Treponema pallidum

#### Pilze (Fungi)
Candida spp., Blastomyces dermatitides, Coccidoides immitis, Aspergillus spp., Mucor spp., Fusarium spp., Penicillium spp.

#### Viren
Humanes Cytomegalievirus (CMV), Herpes-simplex-Viren, Varizella-Zoster-Virus, Masernvirus, Rötelnvirus

#### Parasiten
Taenia solium, Toxocara canis, Toxoplasma gondii

## Symptome
Die Symptome der Endophthalmitis sind ein tiefer dumpfer Augenschmerz, ein akut rotes Auge, eine Schwellung der Bindehaut und eine Sehschärfenminderung.

## Inzidenz (Häufigkeit)
In den USA wurden 1990 ca. 1200 postoperative Endophthalmitisfälle, das heißt Fälle, in denen die Endophthalmitis nach einer Operation auftrat, registriert. Diese traten meist nach intraokulären Eingriffen, vor allem nach Kataraktextraktionen (Grauer Star Operationen) auf. Die Inzidenz in den USA und Deutschland liegt bei etwa 0,08 %.
Allerdings tritt die Erkrankung gelegentlich auch nach geringfügigeren Eingriffen, wie radialer Keratotomie, posteriorer Kapsulotomie, Vorderkammerparazentese und Linsenreposition auf. Die Inzidenz nach einer Trabekulektomie und einer Hornhauttransplantation ist ungefähr vier- bis neunmal so hoch.
Im Prinzip kann eine Endophthalmitis bei allen Eingriffen am Auge auftreten, die die Hornhaut/Sclera-Barriere durchbrechen.

## Diagnostik
Der Erregernachweis aus Kammerwasser oder dem Glaskörper ist auf Grund der Vielzahl der in Frage kommenden Erreger besonders wichtig.

## Therapie
Eine Endophthalmitis muss mit Antibiotika behandelt werden. Das Antibiotikum kann als Augentropfen, intravenös oder als Injektionen ins (intravitreal) oder um das Auge herum verabreicht werden. Bei bakteriellen Erregern können dabei folgende Antibiotika zum Einsatz kommen: Ampicillin, Oxacillin, Cefazolin zusammen mit Ceftazidim, Penicillin G 600 E, Vancomycin und Clindamycin. Diese Lokaltherapie muss durch eine hochdosierte systemische Therapie ergänzt werden.
In schweren Fällen der Endophthalmitis kann auch ein Eingriff am Glaskörper (Vitrektomie) notwendig werden.

## Prognose
Die Prognose hängt stark von der Virulenz des Keimes und der Dauer der Infektion ab. Häufig tritt ein weitgehender Funktionsverlust des Auges infolge der Schädigung der Netzhaut auf. Im Extremfall muss das Auge entfernt werden (Enukleation).